# 1915 na arte

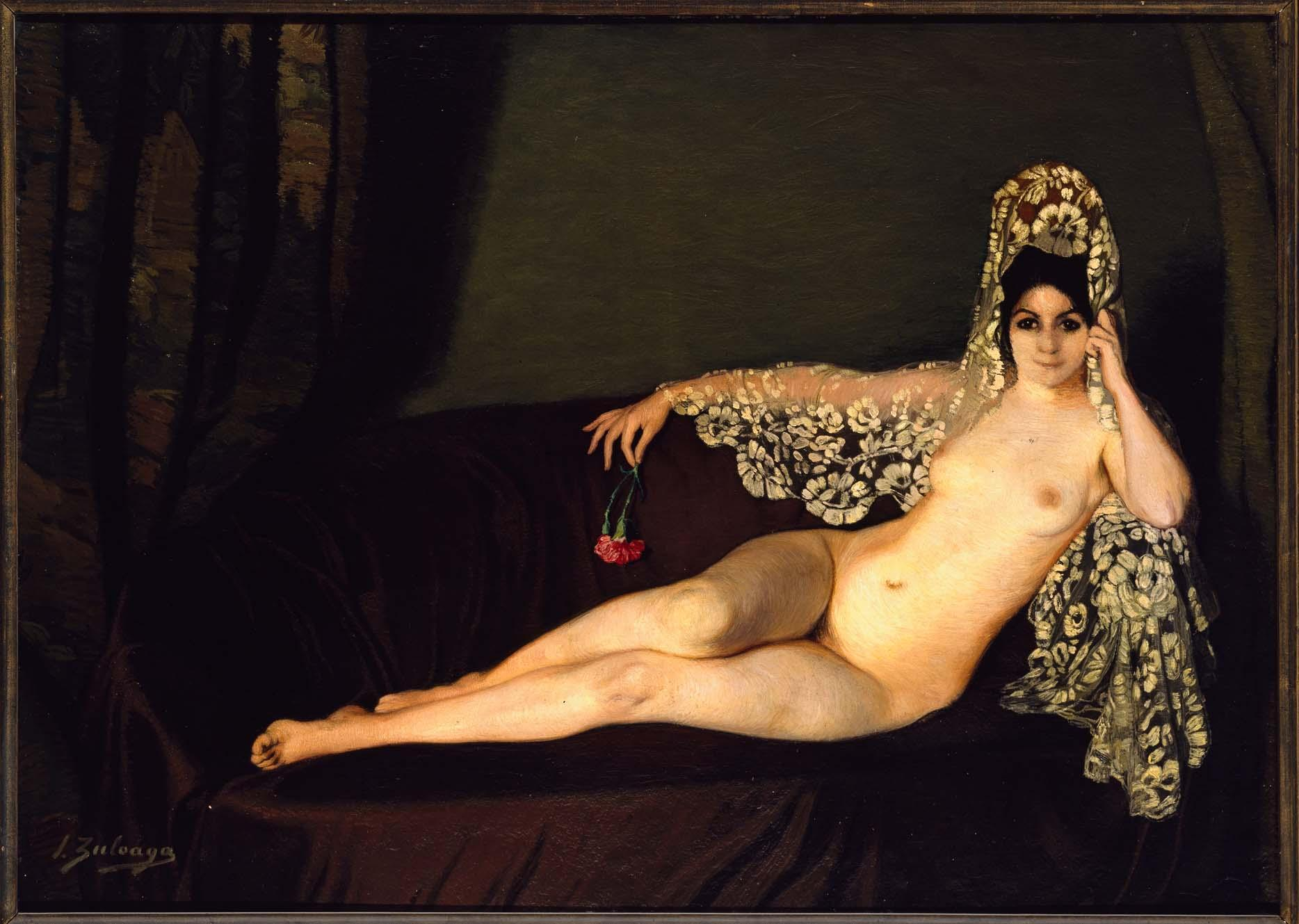
Desnudo del clavel, 1915. Pintor Ignacio Zuloaga (1870-1945)

## Nascimentos
| Data           | Nome                     | Profissão                      | Nacionalidade | Observações | Ref   |
| -------------- | ------------------------ | ------------------------------ | ------------- | ----------- | ----- |
| 5 de Fevereiro | Tereza de Arriaga        | pintora                        | Portugal      | m. 2013     |       |
| 12 de março    | Leda Gontijo             | pintora, escultora e ceramista | Brasil        | m. 2019     |       |
| 19 de Junho    | Gustavo Poblete Catalán  | pintor                         | Chile         | m. 2005     |       |
| 9 de Julho     | Agostinho Ricca          | arquitecto                     | Portugal      | m. 2010     |       |
| 23 de Junho    | Villanova Artigas        | arquiteto                      | Brasil        | m. 1982     |       |
| 26 de Julho    | Ignacio Zuloaga Zabaleta | pintor                         | Espanha       | m. 1870     |       |
| 18 de Agosto   | Aldo Locatelli           | pintor                         | Itália        | m. 1962     |       |
| 15 de Novembro | Frederico George         | arquitecto e pintor            | Portugal      | m. 1994     | [ 1 ] |
| 29 de Novembro | Luis Tomasello           | pintor e escultor              | Argentina     | m. 2014     |       |

## Mortes
| Data           | Nome                       | Profissão           | Nacionalidade     | Observações | Ref |
| -------------- | -------------------------- | ------------------- | ----------------- | ----------- | --- |
| 4 de Janeiro   | Anton von Werner           | pintor              | Império Alemão    | n. 1843     |     |
| 8 de Fevereiro | Francisco Augusto Flamengo | pintor              | Portugal          | n. 1852     |     |
| 14 de Março    | Walter Crane               | ilustrador e pintor | Reino Unido       | n. 1845     |     |
| 29 de Março    | Rosalvo Ribeiro            | pintor              | Brasil            | n. 1865     |     |
| 12 de Junho    | Józef Brandt               | pintor              | Polónia           | n. 1841     |     |
| 10 de Julho    | Hendrik Willem Mesdag      | pintor              | Países Baixos     | n. 1831     |     |
| 19 de Outubro  | Christian Wilhelm Allers   | pintor e litógrafo  | Alemanha          | n. 1857     |     |
| 31 de Outubro  | Ignacio Zuloaga Zabaleta   | pintor              | Espanha           | m. 1945     |     |
| 30 de Novembro | Alfredo César de Andrade   | pintor e arquitecto | Portugal / Itália | n. 1839     |     |
| ??             | Eduardo Dalbono            | pintor              | Itália            | n. 1841     |     |

## Prémios
- Prémio Valmor e Municipal de Arquitectura 1915 - Manuel Norte Júnior[2].